# エースコンバット2
『エースコンバット2』（エースコンバットツー、ACE COMBAT 2）は、1997年5月30日にナムコ（現・バンダイナムコエンターテインメント）より発売されたPlayStation用フライトシューティングゲームであり、エースコンバットシリーズ第2作。本項では、派生作品である『エースコンバット3D クロスランブル』（ACE COMBAT 3D CROSS RUMBLE）及び同作のパワーアップ版である『エースコンバット3D クロスランブル+』（ACE COMBAT 3D CROSS RUMBLE+）についても記述する。

## 作品概要
本作は、前作『エースコンバット』（1995年6月）から約2年後の1997年5月に発売された。
前作はアーケードゲームの『エアーコンバット22』を家庭用に移植することを目指した内容になっていた。前作は1995年6月30日に発売されたPlayStation黎明期の作品で、ゲーム機の性能が十分に活用できない中で、アーケード譲りの派手な彩色はそのままに、海面のポリゴンは描かず背景色で表現するなどして、戦闘機による家庭用フライトシューティングの基本形を実現することに成功した。
その後の2年間のノウハウの蓄積とプログラム技術の進歩により、本作においてポリゴンの表示数は大幅に増加し、機体や地形の表現は格段に精細になった。前作では派手なカラーリングが施された使用機体も、今作では実在の軍用機に近い配色に改められ、また、背景となる自然の地形や建造物のテクスチャも空気感を意識した落ち着いたトーンにまとめられ、リアルさを増している。ゲーム内容も家庭用として長く遊べるように重厚さを増している。前作の発展形として作られており、タイトル画面のフェニックスマークを筆頭に前作と共通する部分は多く残っている。
ゲーム内容は、前作にあった対人戦が排され、ソロプレイに特化したものとなった。難易度は前作と同じ3段階。総ミッション数は前作の17から30に、使用できる機体の種類は16から24へと増加。使用機体としてはシリーズ初となる完全オリジナルデザインの架空機も加わっている。ミッション間のミニゲームとして着陸・着艦イベントも採用された。
ゲームの進め方は、フロー図のように予め決められた順番でミッションを攻略していく方式が採用されており、条件により出現する「隠しミッション」や、複数ミッションにわたる分岐ルートも用意されている。
前作における技術的問題によるプレイアビリティの低さがほぼ克服されており、初期エースコンバットの完成形とも言える内容となっている。
- ストーリー - 軍事クーデターに対し、本部は傭兵部隊によって編成された特殊戦術戦闘飛行隊、「スカーフェイス」の出撃を決定した[7][8]。
- 舞台 - 統合軍統括エリアコード NA-P2700[7]
- ジャケットの戦闘機はSu-35。同機はゲーム内の各ムービーでも主役的に扱われ、公式ガイドブックの表紙にも採用されている。
- 本作のTVコマーシャルは、会社の社長である中年男性が戦闘機の模型を手に持って、「ぶーん、ばばばばば」などと口真似しながら遊んでいる、というもので[注 1]、「超本格的飛行機ごっこ」というキャッチコピーとともに、本シリーズのテーマを表すビデオクリップとなっている。
  - ゲーム内のデモムービーやプレイ画面で構成された全く別パターンのCMも存在し、キャッチコピーでは「もうこんなゲームは作れない」と謳っていた。
  - 『エースコンバット アサルト・ホライゾン』（2011年）の日本版CMは、擬音語による射撃音や爆発音で「ごっこ遊び」感をアピールする内容となっていた。

本作は現代戦を扱う作品であるが、次回作『エースコンバット3』ではアニメーションを多用したSF作品となり、作風が大きく変わっている。次回作以降はフェニックスマークも廃止され、初期エースコンバットからは完全に脱却した。

## ゲーム内容

### 基本システム
対応デバイスが増え、アナログスティックによる操作が可能となった。全体的に機体の挙動がクイックに調整された事もあり、操作感覚は軽快なものとなっている。振動機能にも対応しており、被ダメージ時や墜落時等に振動する。
操作方法の選択
前作同様、NOVICE / EXPERTの選択および、上下入力の入れ換えが可能。○✕□△およびセレクトボタンに任意の機能を割り振ることもできる。
セーブ・ロード
ロードはタイトル画面から、セーブは行動選択画面から行う。メモリーカード1枚につき1データのみ作成可能（必要ブロック数1）。1つのデータにキャンペーンの進行状況を8箇所記録することができ、全体を1つのパーソナルデータとして扱う仕様となっている。

### キャンペーン
傭兵部隊の隊長としてミッションを遂行し、敵テロリスト軍の鎮圧を目指す、本作のメインモード。ミッションの任意選択要素があった前作とは異なり、決められた順にミッションを攻略していく方式となっている。エンディングはノーマルエンドとボーナスエンドがあり、ノーマルエンドに到達するには19、ボーナスエンドには21のミッションをクリアする必要がある。途中4ミッションにわたる分岐パートがあり、また特定の敵を倒すことで出現する隠しミッションも複数用意され、周回プレイに変化を与えている。
周回プレイでは、所持機体・クレジット・階級等は引き継がれず、機体のラインナップのパターンを選択できる以外は、初期状態からのスタートとなる。キャンペーンの進行状況および過去のプレイ履歴は、行動選択画面の「Data」より、それぞれ「Campaign Data」と「Personal Data」で確認できる。

#### プレミッション
難易度
EASY / NORMAL / HARDの3段階から選択可能。本作では難易度を、敵機の耐久力・挙動、敵の数や配置、機銃の射撃間隔等で調整しており、ミサイルの搭載量・攻撃力、自機の耐久力は変化しない。地形への接触も全難易度共通で即墜落となる。機体の修理費（DAMAGE COSTS）は難易度毎に差があり、墜落（ダメージ100%）時を例に挙げると、EASYでは機体購入額の5%、NORMALでは10%、HARDでは15%のクレジットが差し引かれる。
ブリーフィング
ミッション内容の説明パート。簡易表現された立体マップ上に機体モデルが配置され、英語音声＋日本語テキストによる説明と共に、作戦の進行を表す矢印が実際にマップを移動していく様子が表示されるという、PlayStation用のシリーズ3作品中、最も凝った作りとなっている。「Information」から、敵の種類や報酬額、敵機パイロットの技量等も確認できる。
僚機
ミッションによっては僚機を雇用する事ができる。候補となるパイロットはSLASH（男性）とEDGE（女性）の2名で、両者に技量的能力差は設けられていない。事前に与える作戦指示は「自機を護衛」や「敵機を攻撃」等、ミッション毎に決められた2～5種類の中から選択する。同じ作戦でもSLASHとEDGEで違う機体を使用する事が多いので、作戦内容と機体性能を考慮し、選択する必要がある。費用（WINGMAN'S PAY）は各ミッションの基本報酬（MISSION REWARD）の25%で、デブリーフィング時に差し引かれる。前作と違い、僚機が撃墜される事はない。

#### ミッション
各ミッションではターゲット（HUD表示では、赤い文字で「TGT」）が設定されており、基本的にターゲットを全て撃破する事でミッションクリアとなる（例外あり）。中盤以降のいくつかのミッションでは、攻撃してはならないノンターゲット（黄色の文字で「N.TGT」）やロックオン不能の攻撃目標が登場する。またジャミングや荒天でレーダーが表示されない状況、攻撃の方向・角度が限定される目標、制限時間内の攻撃が課される等、多彩な状況・ミッションが用意されている。
峡谷ミッション
対空ミサイルのレーダー網により低空飛行が強いられる中、峡谷を縫うように飛行し、その先にある目標を破壊するミッション。前作では加減速不能だったが、今作では最低速度のみの制限となり、タイムアタック的な遊び方もできるようになった。最低速度は全機種518km/hで、最大限減速しても失速する事はない。
着陸・着艦
特定のミッション終了後にミニイベントとして挿入される。制限時間は80秒。難易度が高くなるにつれ、進入コースからずれた位置から始まる。アプローチ中の飛行速度は280～323km/hに制限され、峡谷ミッションと同じく失速を気にせず減速できる仕様となっている。成功しても報酬は無いが、墜落するとペナルティ（全損修理費）が科される。救済措置として、高度1000mまで上昇すると、ペナルティ無しでデブリーフィングに進むことができる。
- 着陸

陸上の滑走路への着陸を行う。接地時の降下角度が10度以下であれば着地可能。着地後、滑走中に滑走路を外れてもペナルティはない。ただし地形・建造物への接触等は着陸失敗となる。
- 着艦

空母への着艦を行う。着地できるのは飛行甲板のみで、着地可能な降下角度は滑走路と同じく10度以下。制動に使える距離が短いため、着地位置を調整する必要があり、比較的難易度は高い。難易度HARDでは艦首方向からのスタートとなる。

#### 機体
入手可能な機体は全24種（うち8種は2周目以降入手可）。ミッションクリアや特定の敵の撃破で新たな機体が格納庫（Arsenal）にラインナップされ、購入することで使用可能となる。前作での残機制は踏襲されず、墜落した場合は修理費を減算した後、行動選択画面に戻される仕様となった。売却額は購入時の半額で、売却された機体は再び購入候補にラインナップされる。所持機体が1機のみの場合は売却できない。
性能
各機体の性能を表すパラメーター（Ability）は、前作の5項目から7項目に増えた。加えて「ステルス能力の有無」や、非表示項目の「航続時間」「対被弾重量」が個別に設定されており、バリエーションに幅を与えている。
- 上昇能力（Climbing ability）：数値が高い程、高高度で失速しにくくなる。
- 対空攻撃力（Air to air combat）：ミサイルの弾数・威力・対空射程距離・射程範囲・シーカーの移動速度を表す。
- 対地攻撃力（Ground attack）：ミサイルの弾数・威力・対地射程距離・射程範囲・シーカーの移動速度を表す。
- 航行時間（Duration of flight）：ミッションの制限時間。機種毎に12・16・18・20分の4段階で設定されている。画面左上に燃料計として表示されるが、あくまでタイマーであり、時間経過でのみ減少していく。
- 対被弾重量（Absorbability）：ミサイル被弾時の機体の揺れ方。Light・Normal・Heavyの三段階あり、Heavyが最も安定している。

兵装
全機種ミサイルと機銃を装備しており、ミサイルは機種毎に搭載量が設定されている。本作のミサイルは敵味方とも誘導性能が低く、回避は難しくない反面、攻撃の際は敵機の挙動を観察し、旋回の緩急を見計らって当てていく必要がある。
機銃は弾数制限が無く、ミサイル切れの際にも最低限の攻撃手段は保障されるが、その分威力は低く抑えられている。機種により単装と二連装があり、二連装の方が若干攻撃力が高い。

#### 基本画面
前作同様、「HUD視点」と「後方視点」を随時切り替えることができる。今作から目標コンテナに地上物の種類（「MSSL」「GUN」等）が表示されるようになった（「TOWER」等、攻撃方法が明示されない場合もある）。全体的に、より多くの情報をより見易くする方向で改良が試みられている。
HUD視点
基本的な構成は前作と同じだが、ミサイルレンジサークルの大きさや、速度計・高度計・ダメージメーターのデザイン等、機種毎に少しずつ表示パターンが異なる。また本作では、ロックオン目標を捉えた際、高度計の左に「距離スケール」が表示される。上端が3500m、下端が0mで、ミサイルの射程距離部分のみ太く表示されている。対象との距離は上下に動く右向きの三角形の矢印で表され、1230m以内で「IN.RANGE」、射程距離に入ると「FIRE」の文字が表示される。さらにガンサイト（機銃の照準）にも、目標との距離を表す円形のゲージが追加された。
後方視点
速度計・高度計・燃料計・レーダーが表示されるようになり、情報不足が改善された。また、機体の動作（翼面の変化・エアブレーキ・可変翼等）が再現され、見応えが増している。
レーダー（近距離用）
縦横の軸と視界が線で表され、敵の位置を把握しやすくなっている。また、ロックオン目標が点滅表示されるようになり、複数の敵に紛れても判別可能になった。敵との距離による3段階の自動ズームは地上物にも対応している。
航空機はアローヘッド「∧」で表示され、その向きで進行方向を、サイズで自機との高度差を読み取る事ができる。地上物は「□」、ロックオン不可能な目標は「┴」で表示され、区別される。ミサイルも表示されるようになり、闇雲な回避を強いられる事がなくなった。配色は、航空機・地上物とも、ターゲットは赤、ノンターゲットは黄、それ以外の敵は白、僚機および友軍は水色で表される。
地上マップ（遠距離用）
ターゲット以外の敵が表示されないのは前作同様だが、カーナビのように自機の進行方向が画面上部に来るよう、自動で回転表示されるようになった。真北には方位マークが表示される。また本作では、地形がフルポリゴンで描画され、空間表現がより具体的になった事に伴い、前作の様にミッションエリアの外周を「見えない壁」で囲う事ができなくなり、「エリアオーバー＝作戦空域の離脱によりミッション失敗」というルールが追加されている。そのため、エリアの外周付近ではプレイヤーへの注意喚起として「OFF COURSE」の警告と共に地上マップが自動的に表示される。
ダメージメーター
色だけでなく、数値も表示されるようになった。ダメージが蓄積すると、緑→黄→赤と変化していき、ダメージが90%を超えると点滅表示。100%で大破、ミッション失敗となる。

#### 画面演出
本作における「空」は、雲の層により視覚的にエリア分割されており、雲の下と上で風景が一変するという、ユニークな仕様が採用されている。また「ターゲットビュー」や「リプレイ」により、自身のプレイを客観的な視点で鑑賞する楽しみ方が提示された。
高度による変化
- 0000 - 2600m：低高度エリア。普通に地表が描画される。
- 2600 - 2850m：低高度エリアと雲の中間層。雲に近い程、視程が低下する。
- 2850 - 3100m：雲の中。景色が消失する（HUD表示で敵機の捕捉は可能）。
- 3100 - 3350m：雲と高高度エリアの中間層。雲に近い程、視程が低下する。
- 3350m以上：高高度エリア。下方は一面の雲海となり、地表は一切見えない。

本演出のメリットとしては、本来対比物が無い高高度に第2の地平として雲海がある事で空間識失調を抑制し、速度感も演出できる点が挙げられる。デメリットとしては、低高度での天候表現との矛盾、空が狭く感じられる等。基本的にゲーム性には影響しないが、例外として、14番目のミッション「輸送部隊追撃」において、地表付近では荒天によりレーダー機能が低下、雲上でのみレーダーがクリアになるというギミックがある。
ターゲットビュー
ミッション中のポーズメニューから「TARGET」の設定を「ON」にすると、敵を撃破した瞬間から一定時間（3秒半～4秒半程）、撃破された敵と自機を同一画面に収めたカメラアングルになる。ターゲットビューの間もゲームは進行し、機体の操作も可能。ボタン押下で通常視点に戻せる。『エースコンバット3』では「オートビュー」（AUTO VIEW）の名前で継承されている。
リプレイ
ミッションクリア後（または自機墜落後）、約7秒間のリプレイを4種類の視点で鑑賞できる。峡谷ミッションなど、リプレイがない場合もある。

#### 敵機の種類
一般的な敵機は目標コンテナの横に機種名のみ表示される。戦闘機や攻撃機にはパイロットの技量がROOKIE（ルーキー）、VETERAN（ベテラン）、ACE（エース）、TOP GUN（トップガン）の4段階で設定されている。ミッションによっては、通常の敵機より強力な「コマンド機」や「ライバル機」が登場する。これらの強敵は、戦闘を通してプレイヤーに高度な機動を学ばせる目的で配置されているが、同時にプレイヤー各々がスキルに応じた楽しみ方ができるよう、ターゲットには指定されていない。
コマンド機
目標コンテナにコードネームが表示される特別な機体で、カラーリングはアグレッサー機のように視認性が高めのものが多い。耐久力が高い機体や、複数機でチームを組む等、様々なバリエーションで登場するが、総じて一般の敵機よりパイロットの技量が高く、報酬も高額に設定されている。撃墜に成功するとデブリーフィングで勲章が与えられ、格納庫のラインナップに新たな機体が追加される。
ライバル機
赤く塗装された特別機で、目標コンテナに「Z.O.E.」と表示される。コマンド機と同様、一般の敵機より技量が高く設定され、撃墜すると勲章を獲得できる。コマンド機との違いは、キャンペーン中に複数回（最大5回）登場する事で、撃墜した場合は、より高性能な機体に乗り換えて再登場する。4回目の登場となる19番目のミッション「敵司令部攻撃」では、ライバル機の撃墜がエンディング分岐の条件となっている。

#### アフターミッション
デブリーフィング
前作ではミッション終了時に報酬額が表示されていたが、本作より個別のパートで結果報告が行われるようになった。ミッション中の行動が2Dマップ上で再生（約25倍速）され、撃破数と報酬が集計される。さらに、獲得した階級・勲章・機体が表示された後、行動選択画面に戻る。
- 勲章

コマンド機またはライバル機を撃墜すると、デブリーフィングにて勲章が授与される。周回を重ねて全16種を集めると、作中に登場する全航空機のポリゴンモデルを鑑賞できる「MODEL DISPLAY」がアンロックされる。獲得済みの勲章は「Personal Data」の「Decoration」から確認できる。
- 階級章

シリーズ初のプレイ評価システム。デブリーフィングにて戦果に応じたポイントが加算され、それに従い階級が上がっていく。全21階級で、高難易度の方が高い階級を狙える。ポイントは次周に持ち越す事ができないので、例として最高位「Commander-in-chief」（総司令）の獲得を目指す場合は、難易度HARDでキャンペーン全体を通じ、好成績を収める必要がある。
クリア特典
ノーマルエンドもしくはボーナスエンドを見る事で、以下の特典がアンロックされる。いずれも難易度不問となっている。
- エクストラ機体

2周目以降、ゲーム開始時に「Aircrafts」の選択項目が追加され、使用機体のラインナップを選択できる。「NORMAL」は1周目と同じ構成。「EXTRA」は16機種中8機種が新機体に差し替えられたラインナップとなる。
- ミュージックプレイヤー

下から12番目の階級「First Lieutenant」（中尉）以上でエンディングを見ると、「MUSIC PLAYER」がアンロックされ、タイトル画面の「OPTION」から選択できる。背景には「MODEL DISPLAY」で閲覧した機体が表示される（デフォルトではA-4で固定）。
- フリーミッションモード

エクストラ機体を選択してエンディングを見ると、次周ゲーム開始時に「FREE MISSION」の選択肢が加わり、各ミッションを個別にプレイできるようになる。選べるのは、キャンペーンモードで登場したミッション、および登場した機体。さらにポーズメニューに「HUD」の項目が加わり、HUD表示を消してプレイする事もできる。
フリーミッションモードでの最短クリアタイムや機体の使用回数・使用割合等はミッション選択画面からパーソナルデータとしてセーブする事ができる。
また、難易度NORMAL以上でボーナスエンドを迎えると、エンディングムービーと階級表示の後、最終ミッションで使用した機体がデモフライトを行う「BONUS ATTRACT」を鑑賞できる。ステージは3種類あり、難易度HARDかつ最高位の階級「Commander-in-chief」を獲得した場合は、ミサイルサイロ基地がある「フェイスパーク峡谷」、最高位に届かなかった場合は、夜景が印象的な港湾都市「ポートエドワーズ」、難易度NORMALでは、氷海「スナイダーズトップ」にてフライトが行われる。フライト中は、キャンペーン中にプレイした21ミッションのクリアタイムが表示される。

## 用語集

### 国家、組織など
統合軍
今作においてプレーヤーが所属することとなる傭兵部隊スカーフェイスを編成した組織。作中ではその詳細が語られないため不明点が多い。
クーデター軍
ユージア大陸の各国の将校によって編成されたクーデター軍。各国の首脳が国を離れている隙を突き各地の重要施設を制圧、クーデターに賛同する各国軍の将校や装備を取り込みながら勢力を拡大していった。これによって各国は正規軍が機能不全に陥っており、傭兵部隊に命運を預けることとなる。

### 部隊名
スカーフェイス
統合軍がクーデター軍制圧のために雇った傭兵によって編成された特殊戦術戦闘飛行隊。プレイヤーのコールサインは「スカーフェイス1」。
前作にあった派手な機体カラーは廃止された。

### 登場兵器
F-15S
実在する同名機種とは外観が異なるF-15の派生型。高性能だがステルス性は持たない。エクストラモードでMission16をクリアすると購入可能。敵機としてはMission28、30に登場する。
公式ガイドブックによると、本機は1972年に初飛行した全天候型の大型艦上戦闘機とされ、量産機だが高価ゆえに少数生産に留まったという。
2005年に発売されたPS2用ソフト『ナムコレクション』のミュージアムモードでは、「F-15に推力偏向ノズルとカナード翼を付けた、空戦機動の研究のための試験機。実験で驚異的な運動性能を証明したため、武装して実戦投入されることとなった。」と解説されている。また、同作のライセンス表記（後述）ではF-15EとF-15Sをあわせて「F-15 Eagle & Strike Eagle」とクレジットしている。
XFA-27
統合軍が運用する、スカーフェイスの切り札といえるステルス艦上戦闘攻撃機。
Stability以外の能力全てが他のどの機体よりも優れており、かつステルス性を持ち合わせている。
他の機体との最大の違いは、ミサイルを最大4連射できる4連装ミサイルシステムである（他の機体は全て2連装）。
2005年に発売されたPS2用ソフト『ナムコレクション』のミュージアムモードでは、「スカーフェイスの切り札ともいえる究極の戦闘機。戦闘機（F）と攻撃機（A）の性格を併せ持つ開発機（X）、というふうに受けとればよいのか？　開発国もメーカーも一切がシークレットであり、詳細は闇のベールに包まれている。」と解説されている。
ADF-01 / ADF-01 Z.O.E.
クーデター軍によって運用された戦闘機。自機後方にもミサイルや機銃の発射が可能である。キャノピーはなく、岩崎拓矢によればカメラが機体の各部に付いており、コクピットに備えられた全360度オールスクリーンによって周囲を把握する。
カナード、前進翼、左右2枚の内向き斜め垂直尾翼という翼構成の機体である。
Su-35と同じく、コブラが可能（現実ではSu-27でコブラは成功しており、F-22でも可能と言われているが、本作ではSu-35とADF-01に限られている）。
佐藤大によれば、ADF-01と『ACE COMBAT 3』の航空機には類似点がある事から繋がっているのではとスタッフに指摘されたが、全く気付いていなかったと言う。これに対して岩崎拓矢もエアロコフィンの設定を担当していた由水は意識していなかったと推定した上で、『ACE COMBAT 3』の戦闘機はADF-01から進化したとの説に対して、もともとそこまでは考えていなかったと述べている。
機体デザインは『ACE COMBAT 5』に登場するFALKEN（ファルケン）としてリファインされた。
Z.O.E.
クーデター軍によって運用された、戦闘機の無人コントロールを可能とする戦闘用AI（人工知能）。クーデター中に確認された搭載機は、F-14・F/A-18E・F-22・F-15S、ADF-01である。Z.O.E.搭載機は全て全体を赤く塗装されていた。戦闘を重ねる毎に改良が行われていたと思われ、クーデター後期にはコブラなどの特殊空戦機動を行えるまでに至っている。なお、「Z.O.E.」とはZ.O.E.やADF-01などの開発計画である「Z.O.E.プロジェクト」のことを指す場合もある。
『ACE COMBAT X』では、SPステージにて「ADF-01 FALKEN」に搭載され、スカーフェイス1の搭乗するXFA-27とともに、Xの主人公グリフィス1と対決するべく再登場する。
XB-10 BIG BADMAM
クーデター軍が開発した全幅142mの超大型爆撃機。ユージア大陸南東のコモナ諸島の研究施設に於いて最終調整段階にあったが、スカーフェイスの襲撃によって研究施設共々破壊される。しかしその後も開発は続いていたと見られ、ユージア大陸北東の内海、スナイダーズトップにおけるクーデター軍最終防衛ラインでの実戦投入が確認されており他に類を見ない火力と耐久力を見せている。
ドラゴネット（Dragonet）
クーデター軍が所有する、SLBMを搭載可能な戦略級大型原子力潜水艦。全長350m・最大幅64m・最大高22m。クーデター当初より統合軍がその行方を追っていた。2隻存在したが、1号艦はユージア大陸南端にある峡谷シールズブリッジの潜水艦基地に係留中、スカーフェイスの攻撃を受け撃沈。2号艦はユージア大陸北東部の港湾都市セントアークに存在したクーデター軍司令部壊滅直前に同湾を脱出するが、同じくスカーフェイスの追撃を受け撃沈される。
※ なお、『ACE COMBAT 04』に登場する、今作と同じ舞台であるユージア大陸の国の一つ、FCUが所有する潜水艦にもドラゴネット級と呼ばれる大型潜水艦が存在するが、同型艦かどうか不明。
イントレランス（Intolerance）
ユージア大陸北東、ノースポイントに存在するクーデター軍の司令要塞。内部には弾道ミサイルの発射施設が存在する。多数の火器が強固に保護された状態で設置されており、通常の航空攻撃では破壊できない。また、周辺には多数の航空機が配備されている。スカーフェイスにより排気口から要塞内部に侵入され、格納されていた弾道ミサイルに攻撃を受け誘爆、壊滅する（侵入した機体は同ミサイルの発射口より脱出した）。

### 登場人物
報酬を支払うことで僚機として以下2名のいずれかを任務に同行させることが出来る。ゲーム内で確認できるのはTACネームのみだが、公式ガイドブックにて本名やパーソナルデータが明かされた。
ジョン・ハーバード（John Hervard）
TACネーム：SLASH
身長188cm・体重92kg・スリーサイズ110/87/97
7月4日生まれの33歳。血液型B型。足のサイズは28cm。
趣味は車のチューニング。特技は格闘技全般。好きな食べ物はハンバーガー。好きなゲームは『スターラスター』。
※注 『ACE COMBAT 3』にジョン・ハーバードという名前の人物が登場するが、別人であると思われる。また、作中は未登場であるがジョン・ハーバードという名前の人物が『ACE COMBAT 04』の設定上にUTO所属のストーンヘンジ警備飛行隊隊員として存在する。こちらは経歴などから同一人物を思わせる内容となっている。さらに、『ACE COMBAT 5』にもアークバードの搭乗員としてジョン・ハーバードの名前が登場するが同一人物かは不明である。
なお、作品によって名前に表記揺れが存在しており、後述する『エースコンバット3D クロスランブル』では「ハーバート（Harbert）」となっている。
永瀬ケイ（Kei Nagase）
TACネーム：EDGE
身長163cm・体重46kg・スリーサイズ79/56/82
3月31日生まれの20歳。血液型A型。足のサイズは23cm。
趣味はバイクと乗馬。特技は射撃。好きな食べ物はエスニック料理。好きなゲームは『鉄拳3』と『レイジレーサー』。
※注 『ACE COMBAT 04』では同一人物が民間航空会社エアイクシオン701便の副操縦士として登場する。また、『ACE COMBAT 3』では同姓同名の人物が、『ACE COMBAT 5』には同姓同名かつTACネームも同一の人物が登場するが、『ACE COMBAT 04』に登場したナガセと違って、これらは全くの別人である。なお、公式サイト内のブログコンテンツ においては、『ACE COMBAT 3』『ACE COMBAT 04』『ACE COMBAT 5』に登場する「ナガセ」を「ケイ・ナガセ」というキャラクターの視点から同一人物として扱っているが、前述のようにストーリー上は別人の設定である。

## 収録機体
プレイアブル機は24種。一部機種はゲーム向けの略称が使用されている。
『エースコンバット2』発売時点では航空機メーカーからのライセンスは受けていなかったが、2005年に発売された 『ナムコレクション』ではロッキード・マーティン、ボーイング、ノースロップ・グラマン、BAEシステムズ、ユーロファイターGmbH、パナビアGmbH、SAABの航空機名使用許可がクレジットされている。同作のミュージアムモードでは機種の分類や ( ) で示した名称が新たに設定されている。
| 戦闘機 （Fighter）  | 攻撃機 （Attacker） | マルチロール機 （Multirole） |
| ------------------- | ------------------- | ---------------------------- |
| F-4                 | A-4                 | KF-C7 (Kfir)                 |
| F-16                | A-6                 | R-M01 (Rafale M)             |
| X-29                | A-10                | F/A-18E                      |
| MiG-29              | F-117A              | SF-35 (J35)                  |
| F-14                | Su-25               | SF-39 (JAS39)                |
| EF-2000 (Typhoon)   |                     |                              |
| Su-35               |                     |                              |
| YF-23A              |                     |                              |
| F-22                |                     |                              |
| MiG-21              |                     |                              |
| TND-F3 (Tornado F3) |                     |                              |
| MiG-31              |                     |                              |
| F-15S               |                     |                              |
| XFA-27              |                     |                              |

## エースコンバット3D クロスランブル
『エースコンバット3D クロスランブル』（エースコンバットスリーディー クロスランブル、ACE COMBAT 3D CROSS RUMBLE）は、バンダイナムコゲームスより2012年1月12日に発売されたニンテンドー3DS用フライトシューティングゲーム。エースコンバットシリーズ国内第12作。任天堂より2011年12月10日に発売された拡張スライドパッドにも対応。海外版タイトルは『ACE COMBAT ASSAULT HORIZON LEGACY』となっており、『アサルト・ホライゾン』との関係性を持たせたタイトルとなっている。
2014年11月6日に、Nintendo Direct 2014.11.6で『エースコンバット3D クロスランブル+』（エースコンバットスリーディー クロスランブルプラス、ACE COMBAT 3D CROSS RUMBLE+、海外版は『Ace Combat Assault Horizon Legacy+』）が発表され、2015年1月29日に発売された。従来の作品に追加要素を加えたバージョンで、新たに任天堂キャラクターとのコラボ機体が追加されている。コラボ機体は、機体パラメータも任天堂キャラクターをイメージして調整されている。一部キャラクターのコラボ機体は、Newニンテンドー3DSで新規対応するamiiboをタッチすることによって入手が可能になる（ニンテンドー3DSは同年7月30日に発売された専用オプション「ニンテンドー3DS NFCリーダー/ライター」を購入することにより可能）。

### 概要
ゲームコンセプトは「Carving New Trails into the Skies.（この空に、新たな軌跡を刻め。）」、キャッチコピーはクロスランブルが「近接乱舞∞（クロスランブル無限大）」、クロスランブル+が「3D+360° 完全自由の空!」。
本作は『エースコンバット』と『エースコンバット2』のミッションと世界観をもとに、新たなキャラクターや設定を加えて再構築した作品である。『2』自体は、『3』以降の各作品の舞台となるユージア大陸を舞台とし、主要な地形や都市・地名なども同じという共通点こそあれ、その他の設定においては繋がりが希薄であった。このリメイクするにあたっては『04』以降の一部を除く作品と明確に同一世界観上に位置する様に設定され、ゲーム内においても繋がりを示唆する様な台詞なども散見される。設定は概ね『2』と同様であり、プレイヤーは、志願兵により組織されたユージア同盟軍の特殊戦術戦闘飛行隊「スカーフェイス隊」のパイロット（コールサインはフェニックス） となり、クーデター軍と戦っていく。プレイヤー部隊のエンブレムも同じく不死鳥のマークとなる他、同作品のライバル機「Z.O.E.」も登場する。また、『エースコンバット・ゼロ ザ・ベルカン・ウォー』のように複数の敵エース部隊が登場する。
物語の時間軸は『ZERO』と『04』の間に位置する。

#### 『エースコンバット2』からの変更点・追加点
- 前作『アサルト・ホライゾン』のカウンターマニューバや、同じ任天堂ハードの『スカイ・クロラ イノセン・テイセス』のタクティカル・マヌーヴァ・コマンドと同系列の機能である「アクションマニューバ」、『エースコンバット6 解放への戦火』に登場したハイGターンを搭載。
- 『エースコンバットX』や『エースコンバットX2』に引き続き機体のチューニング機能を搭載。加えて機体のカラーカスタマイズ機能も実装されている。
- 代わりに、これまでのシリーズで存在した空中給油・離陸・着陸/着艦のミニゲームが割愛されている。
- BGMも一新され、メインテーマ曲である「Fighter's Honor」のように、ボーカル入りの合唱曲が多数組み入れられた。作曲家は『テイルズ オブ レジェンディア』や『ゴッドイーター』、『エースコンバットX2 ジョイントアサルト』で知られる椎名豪。また、その『ジョイントアサルト』及び過去のシリーズからの楽曲の幾つかが本作に組み入れられている。

### あらすじ
ベルカ戦争終結後、国際的な融和へと動き出す世界。二大大国であるオーシア連邦とユークトバニア連邦共和国の間に位置するユージア大陸は大きく揺れ動いていた。二大大国に一丸となって対抗すべく、手始めにユージア大陸諸国は「ユージア同盟軍」を結成するが、天然資源を多く埋蔵している南部国家群が独断でオーシアとの軍事同盟の締結を画策。資源に乏しい西部・北部の国々の反対を押し切り、オーシアとの軍事条約「スプリング海条約」の締結へと動き出す。
そして迎えたスプリング海条約調印式の日、採掘権消失やオーシア軍駐留を危惧し、条約に反対する国の軍部強硬派による大規模軍事クーデターが発生。同盟軍は早期鎮圧を図るも、勢力拡大の一途を辿るクーデター軍の前に大陸各地で後退を重ね、敗退は時間の問題と見られていた。これに対し同盟軍本部はクーデター鎮圧を目的とした「戦士の栄誉作戦(オペレーション・ファイターズ・オナー)」を発動、志願兵で構成される特殊戦術戦闘飛行隊「スカーフェイス」の出撃を決定した。

### 用語集

#### 国家、組織など
ユージア同盟軍
ユージア大陸が一丸となって周辺諸国からの脅威に対抗しようと結成された連合軍。『2』における統合軍にあたる存在。
クーデター軍
「スプリング海条約」の調印に反対する同盟軍の一部が離反して生まれた反乱軍。空母機動部隊やエース級部隊など多くの勢力が参加している。セントアークに暫定首都を置いている。

#### 部隊名
ユージア同盟軍
ユージア同盟空軍第37空軍第18戦闘航空団特殊戦術戦闘飛行隊第1小隊スカーフェイス
プレイヤーであるフェニックスが所属する部隊。スカーフェイス1は不死鳥のエンブレムを、スカーフェイス2は鬼を象ったエンブレムを付けている。また、搭乗機体の機首右側にはスカー（傷）を模したマーキングが施されている。搭乗機体はF-2AやSu-47など一部の機体を除き、基本的に制空迷彩ではなくグレー単色の塗装がされている。
ユージア同盟空軍第12空軍第11戦闘航空団ペナント
Mission14「GREEN BIRD」にて登場する航空部隊。搭乗機はF-4E。パイロット育成の為にルーキー達を引き連れて訓練していた所に敵軍の襲撃を受ける。
クーデター軍
元ユージア同盟空軍第16空軍第4戦闘航空団第3小隊ランサー
緑色系の塗装を施したF-14Dに乗って現れるエース部隊。4機が一列になって突撃する戦法「ランス・チャージ」を得意とする。隊長はアルベルト・ワールバーグ。
元ユージア同盟空軍第13空軍第8戦闘航空団第5小隊ビースト
橙色系の迷彩塗装を施したF/A-18Eに乗って現れるエース部隊。四方八方から取り囲み各機が自由に攻撃する手段を用いる。作中で唯一2回対戦する部隊であり、2度目は同じ塗装のF-15S/MTDに乗って現れ、危機が迫ると電子戦機を含んだ増援を要請する。隊長はセルゲイ・ブリンナー。
元ユージア同盟海軍第2艦隊第14空母航空団コクーン
RAFALE Mで構成されたエース部隊。衝突寸前まで密集し、一気に攻撃する戦法を取る。隊長はカミーラ・アルメイダ。
元ユージア同盟空軍第26空軍第1戦闘航空団第1小隊アルビレオ
隊長がPAK-FA、僚機がSu-47に搭乗して現れるエース部隊。僚機が囮になり、その隙にステルス機である隊長機が攻撃する戦法を取る。隊長はエドガー・グリント。

#### 架空機・架空兵器
XFA-27
『究極』を目指して開発されたスカーフェイスの切り札とも言える戦闘機。詳細は当該項目参照。
ADF-01
最終ミッションにて現れた謎の戦闘機。詳細は当該項目参照。なお、最終ミッションに登場する「ADF-01」と、特殊ミッションに登場する「FALKEN」は設定上は別の機体である。
XB-10
クーデター軍に鹵獲された最新鋭大型爆撃機。爆撃機ではあるが対空機銃や対空ミサイルなど、航空機に対する自衛手段も備えている。
ドラゴネット級原子力潜水艦
同盟軍が建造した最新鋭原子力潜水艦。新型の潜水艦発射弾道ミサイル（SLBM）を搭載できる大型潜水艦であり、クーデター軍によって運用されていたことから、同盟軍中央司令部がその所在を必死になって追い求めていた。本作では2隻が登場する。
1番艦「フェンサリル」
1番艦。シールズブリッジ峡谷周辺の同盟軍艦船を攻撃していたが、峡谷の奥にある秘密ドックに補給のため戻ろうとしていたところ、ドックへの入港直前にスカーフェイス1によって撃沈された。
名前の由来は北欧神話に登場する宮殿「フェンサリル」から。
2番艦「フォルクヴァング」
2番艦。セントアーク東方沖に現れ、同盟軍の占領下に入ったセントアーク市街地をSLBMで破壊しようとするが、フェンサリルと同じくスカーフェイス1に撃沈された。しかし、撃沈される間際にSLBMを発射する。
名前の由来は同じく北欧神話に登場する宮殿「フォールクヴァング」から。
イントレランス
ユージア大陸極東部の軍事国家・ノースポイントに建造された、ICBM発射設備を擁する巨大軍事要塞。既に廃棄されていたと思われていたが、セントアークから逃れたクーデター軍幹部によって弾道ミサイル発射プログラムが起動され、内戦を国家間戦争に発展させて逃亡への時間稼ぎとするためにユークトバニアを目標とした弾道ミサイル攻撃を行おうとしていた。
『2』の頃との大きな違いは、要塞の各所に戦艦の主砲のようなオブジェクトが設けられた所にある。中央ミサイルサイロは戦闘機でUターンできる程広い。
キネアー級航空母艦
同盟海軍が保有する航空母艦。CGモデルはキティホーク級航空母艦のものを採用している。劇中ではクーデター軍によって運用されており、アンカーヘッドで補給を受けている艦名不明艦1隻と、クーデター軍に参加した第2艦隊の旗艦「アークェット」が登場する。

#### 登場人物
フェニックス
本作の主人公。コールサインは「スカーフェイス1」。スカーフェイス隊の隊長としクーデターの勃発したユージアの空を戦い抜く。スラッシュによると無口らしい。
ウルリッヒ・オルセン（Ulrich Olsen）（キーノート）（日本語音声：若本規夫）
スカーフェイス隊の作戦司令官。常に冷静沈着な指揮を行うが、エッジの何気ない一言をからかってみせる等の一面もある。スラッシュとは彼がルーキーの頃からの付き合いであり、その事もあり彼から「親父」と呼ばれているが、本来の息子は別にいる。
永瀬ケイ（Kei Nagase）（エッジ）（日本語音声：五十嵐裕美）
スカーフェイス隊の2番機。ユージア極東部の出身であり、今回のクーデターで祖国が甚大な被害を被った事からスカーフェイス隊に志願した。性格は冷静であり、時には冷静を通り越して「冷酷」に映る事もあるが、地上では歳相応の女性らしい一面も見せる。
旅客機のパイロットに憧れているという公式設定があり、その事から『04』に登場する旅客機の副操縦士ナガセと同一人物である事が示唆されている。
ジョン・ハーバート（John Herbert）（スラッシュ）（日本語音声：藤真秀）
同じくスカーフェイス隊の2番機。オルセンとはルーキーの頃からの付き合い。パイロットとしてはトップクラスの実力を持つが、隊長としての気質は薄く、本人としても部下としての立場を好んでいる。車いじりが趣味。
取扱説明書では「ジョン・ハーバード」となっている。
アルベルト・ワールバーグ（Albert Wahlberg）（プライド）（日本語音声：藤原祐規）
ランサー隊の隊長。元貴族の家柄であり、父親も空軍少将というエリート一家の出身で、尊大に振る舞う。周囲からは政治家になるように言われていたが、自らの正義感の強さから反対を押し切ってクーデター軍に参加する。
セルゲイ・ブリンナー（Sergei Brynner）（イーター）（日本語音声：てらそままさき）
同盟空軍でも「最凶」と云われるビースト隊の隊長。データ上ではユージア南部の小国グラトビエの出身とされているが、その実はベルカ公国の出身ではないかと噂されている。そのためベルカ戦争、とりわけ「円卓」での戦いを経験したとされており、その時に「鬼」と交戦した事から勝利に拘るようになった。故に2度目の戦闘では危機に陥ると電子戦機を含めた増援を呼びつける現実主義的な一面も持っている。
2度目に撃墜した際にも「次があったら、その喉笛を噛み切ってやる…!」という台詞がある事から、本作の敵キャラクターの中で唯一生存の可能性を匂わせている人物でもある。
カミーラ・アルメイダ（Camilla Almeida）（キャットウォーク）（日本語音声：小池亜希子）
コクーン隊の隊長で、部下から「クイーン」と呼ばれ敬われる女傑。男ばかりの海軍からここまでのし上がって来た。動物が好きで、処分を待つ犬を引き取って育てている。
エドガー・グリント（Edger Grint）（バーズアイ）（日本語音声：沢木郁也）
アルビレオ隊の隊長。ユージア西部の大国、エルジア共和国にて幾多の戦果を上げていたベテランパイロット。チェスを趣味としており、戦闘前にも僚機と目隠しチェスを嗜んでいた。退役後は妻と共に飛行機の飛ばないような田舎の町に行こうと約束していたらしい。
彼の死後、エルジア軍では部隊名に鳥の名前を付ける事が流行したという。

#### その他
スプリング海条約
ユージア南部の国家群がオーシア連邦との間に結ぶ予定であった軍事条約。今回のクーデターのきっかけとなった。
ユージア大陸紛争
今回勃発したユージア大陸全体を巻き込んだ一連のクーデター騒動に対して、終結後に与えられた名称。
隕石騒ぎ
劇中にてオルセンが語っていた、1996年4月20日に小惑星ユリシーズが地球に衝突する事が発表された事に起因する一連の騒動。この騒動に乗じてクーデター軍は「隕石迎撃用」と称したレーザー攻撃衛星の開発や、放棄されたイントレランスの復旧を進めていた。
本作では設定年度は特に明かされていないが、上記のようにセルゲイはベルカ戦争に参加していたとされ、加えて「エースコンバット7」のDLC「SP MISSION」にて登場するエルジア海軍のマティアス・トーレス大佐は、駆逐艦ハーンの砲術士として1997年にユージア大陸で勃発したクーデターに参戦していたとされた為、本作のストーリーはストレンジリアル世界の歴史における1997年に起きた出来事であることが分かる。
『鬼』
劇中にてセルゲイが語っていた存在。セルゲイは円卓での戦いに参加していたとされる為、この『鬼』というのは当時その凄まじい戦闘力と活躍ぶりからベルカ軍、連合軍双方から「円卓の鬼神」と呼ばれ恐れられていた伝説的パイロット「サイファー」の事であると推測できる。
エルジアの若いエース候補
劇中にてエドガーが語っていた存在。後の時代におけるエルジア軍のエースパイロットであり、エドガーの死後エルジア軍では鳥の名前を部隊名にする事が流行したという記述を考慮すると、このエース候補というのは「黄色中隊」の異名で知られるアクィラ隊の隊長として大陸戦争を戦う事になる「黄色の13」の事を指していると考えられる。
北の童話
ミッション中で敵兵がフェニックスを見て発言した台詞。オーシアやユークトバニアにも伝わる童話「ラーズグリーズの悪魔」の事だと思われる。

### 収録機体
プレイアブル機は実在機が26種、架空機が2種の計28種。
航空機名の使用許可については、ロッキード・マーティンやボーイング、ノースロップ・グラマン、BAEシステムズ、ユーロファイターGmbH、パナビアGmbH、ダッソー・アビアシオンから使用に関するライセンスを取得している。また、航空自衛隊から協力を得ている。
| ファイター （Fighter） | アタッカー （Attacker） | マルチロール （Multirole） |
| ---------------------- | ----------------------- | -------------------------- |
| F-15S/MTD              | A-10A Thunderbolt II    | F-4E Phantom II            |
| X-29A                  | F-117A Nighthawk        | F/A-18E Super Hornet       |
| F-14D Super Tomcat     | Mirage 2000D            | F-15SE Silent Eagle        |
| YF-23A Black Widow II  | Su-25                   | F-16C Fighting Falcon      |
| F-22 Raptor            | F-2A                    | F-35 Lightning II          |
| Typhoon                |                         | Rafale M                   |
| MiG-21-93              |                         | JAS-39 Gripen NG           |
| MiG-31 Foxhound        |                         | MiG-1.44                   |
| Su-47 Berkut           |                         | Su-37 Terminator           |
| ADF-01 Falken          |                         | PAK FA                     |
| 零式艦上戦闘機         |                         | XFA-27                     |
| F6F-5 Hellcat          |                         |                            |